# Łakisy
Łakisy (ros. Лакисы) – wieś (ros. деревня, trb. dieriewnia) w zachodniej Rosji, w osiedlu wiejskim Kasplanskoje rejonu smoleńskiego w obwodzie smoleńskim.

## Geografia
Miejscowość położona jest w dorzeczu Kaspli, 1 km od drogi regionalnej 66K-11 (Niżniaja Dubrowka – Michajlenki), 5,5 km od drogi regionalnej 66N-1809 (Pyndino – Zamoszczje), 23 km od drogi regionalnej 66A-71 (Olsza – Nowyje Batieki), 19 km od drogi magistralnej M1 «Białoruś», 23,5 km od drogi federalnej R120 (Orzeł – Briańsk – Smoleńsk – Witebsk), 2 km od centrum administracyjnego osiedla wiejskiego (Kaspla-1), 37 km od Smoleńska, 20 km od najbliższego przystanku kolejowego (Lelekwinskaja).

## Demografia
W 2010 r. miejscowość zamieszkiwały 2 osoby.

## Historia
Dawna nazwa miejscowości to Łukiesy (ros. Лукесы).
W czasie II wojny światowej od lipca 1941 roku dieriewnia była okupowana przez hitlerowców. Wyzwolenie nastąpiło we wrześniu 1943 roku.